# Campionati del mondo di triathlon del 2015
I campionati del mondo di triathlon del 2015 sono consistiti in una serie di nove gare di Campionati del mondo che hanno condotto alla Gran Finale di Chicago, (Stati Uniti d'America) nel mese di settembre del 2015.
La serie è stata organizzata sotto il patrocinio dell'Associazione che gestisce il trathlon a livello mondiale - la International Triathlon Union (ITU).
La serie di gare dei Campionati del mondo ha toccato Abu Dhabi, Auckland, Gold Coast per poi raggiungere Città del Capo, Yokohama, Londra, Amburgo, Stoccolma, Edmonton, e Chicago.
La Gran Finale di Chicago comprende anche i Campionati del Mondo Under 23, Junior, divisione Paratriathlon, decisi in un'unica gara.
Gli atleti élite, uomini e donne, sono stati incoronati sulla base del punteggio finale attribuito dalla serie di gare dei campionati del mondo.
Tra gli uomini ha vinto per la quinta volta (terza consecutiva) il titolo di campione del mondo lo spagnolo Javier Gómez, mentre la gara femminile è andata per la seconda volta consecutiva alla statunitense Gwen Jorgensen.
La gara Under 23 è andata all'australiano Jacob Birtwhistle e alla francese Audrey Merle.
Tra gli juniores, il brasiliano Manoel Messias e la tedesca Laura Lindemann, quest'ultima per la seconda volta consecutiva, hanno conseguito l'alloro mondiale.

## Gli eventi della serie
Per il settimo anno i campionati del mondo di triathlon prevedono la formula delle series. I nove eventi, comprensivii della Gran Finale, si sono tenuti in quattro diversi continenti, in particolare nelle località precedentemente utilizzate con successo nelle gare di coppa del mondo.
La località olimpica precedentemente interessata dalle gare della serie è Londra.
| Data            | Località                       | Tipo   |
| --------------- | ------------------------------ | ------ |
| 6-7 marzo       | Abu Dhabi, Emirati Arabi Uniti | Evento |
| 28-29 marzo     | Auckland, Nuova Zelanda        | Evento |
| 11-12 aprile    | Gold Coast, Australia          | Evento |
| 25-26 aprile    | Città del Capo, Sudafrica      | Evento |
| 16-17 maggio    | Yokohama, Giappone             | Evento |
| 30-31 maggio    | Londra, Regno Unito            | Evento |
| 18-19 luglio    | Amburgo, Germania              | Evento |
| 22-23 agosto    | Stoccolma, Svezia              | Evento |
| 5-6 settembre   | Edmonton, Canada               | Evento |
| 15-20 settembre | Chicago, Stati Uniti d'America | Evento |

## Risultati

### Classifica generale Campionati del mondo 2015

#### Élite Uomini
| Pos. | Nome              | Paese      | Punti |
| ---- | ----------------- | ---------- | ----- |
|      | Javier Gómez      | Spagna     | 4.930 |
|      | Mario Mola        | Spagna     | 4.794 |
|      | Vincent Luis      | Francia    | 4.421 |
| 4    | Richard Murray    | Sudafrica  | 4.316 |
| 5    | Fernando Alarza   | Spagna     | 3.774 |
| 6    | Ryan Bailie       | Australia  | 3.195 |
| 7    | Crisanto Grajales | Messico    | 3.005 |
| 8    | João Pereira      | Portogallo | 2.986 |
| 9    | Aaron Royle       | Australia  | 2.964 |
| 10   | Pierre Le Corre   | Francia    | 2.701 |

#### Élite donne
| Pos. | Nome           | Paese         | Punti |
| ---- | -------------- | ------------- | ----- |
|      | Gwen Jorgensen | Stati Uniti   | 5.200 |
|      | Andrea Hewitt  | Nuova Zelanda | 4.079 |
|      | Sarah True     | Stati Uniti   | 4.073 |
| 4    | Vicky Holland  | Regno Unito   | 3.952 |
| 5    | Katie Zaferes  | Stati Uniti   | 3.900 |
| 6    | Rachel Klamer  | Paesi Bassi   | 3.097 |
| 7    | Flora Duffy    | Bermuda       | 3.093 |
| 8    | Non Stanford   | Regno Unito   | 2.890 |
| 9    | Aileen Reid    | Irlanda       | 2.721 |
| 10   | Emma Moffatt   | Australia     | 2.720 |

### Risultati Gran Finale
La Gran Finale dei Campionati mondiali di triathlon del 2015 si è tenuta a Chicago, Stati Uniti d'America nei giorni 20 settembre 2015.

#### Élite uomini
| Pos. | Nome           | Paese     | Nuoto    | Bici     | Corsa    | Totale   |
| ---- | -------------- | --------- | -------- | -------- | -------- | -------- |
|      | Mario Mola     | Spagna    | 00:16:33 | 00:57:50 | 00:28:59 | 01:44:53 |
|      | Javier Gómez   | Spagna    | 00:16:36 | 00:57:46 | 00:29:06 | 01:44:57 |
|      | Richard Murray | Sudafrica | 00:17:19 | 00:57:02 | 00:29:40 | 01:45:35 |

Classifica completa

#### Élite donne
| Pos. | Nome           | Paese       | Nuoto    | Bici     | Corsa    | Totale   |
| ---- | -------------- | ----------- | -------- | -------- | -------- | -------- |
|      | Gwen Jorgensen | Stati Uniti | 00:17:57 | 01:02:53 | 00:32:43 | 01:55:36 |
|      | Non Stanford   | Regno Unito | 00:18:08 | 01:02:34 | 00:33:14 | 01:56:05 |
|      | Vicky Holland  | Regno Unito | 00:17:54 | 01:02:53 | 00:33:32 | 01:56:20 |

Classifica completa

#### Junior uomini
| Pos. | Nome           | Paese    | Nuoto    | Bici     | Corsa    | Totale   |
| ---- | -------------- | -------- | -------- | -------- | -------- | -------- |
|      | Manoel Messias | Brasile  | 00:14:57 | 00:28:22 | 00:07:32 | 00:51:50 |
|      | Peer Sönksen   | Germania | 00:14:58 | 00:28:21 | 00:07:37 | 00:51:51 |
|      | Léo Bergere    | Francia  | 00:15:01 | 00:28:17 | 00:07:44 | 00:52:01 |

Classifica completa

#### Junior donne
| Pos. | Nome            | Paese       | Nuoto    | Bici     | Corsa    | Totale   |
| ---- | --------------- | ----------- | -------- | -------- | -------- | -------- |
|      | Laura Lindemann | Germania    | 00:09:00 | 00:29:25 | 00:17:00 | 00:57:28 |
|      | Taylor Knibb    | Stati Uniti | 00:08:58 | 00:29:26 | 00:17:42 | 00:58:14 |
|      | Lotte Miller    | Norvegia    | 00:09:04 | 00:29:46 | 00:17:46 | 00:58:39 |

Classifica completa

#### Under 23 uomini
| Pos. | Nome                 | Paese     | Nuoto    | Bici     | Corsa    | Totale   |
| ---- | -------------------- | --------- | -------- | -------- | -------- | -------- |
|      | Jacob Birtwhistle    | Australia | 00:16:36 | 00:52:14 | 00:30:32 | 01:40:51 |
|      | David Castro Fajardo | Spagna    | 00:16:29 | 00:52:20 | 00:30:42 | 01:41:05 |
|      | Nan Oliveras         | Spagna    | 00:16:47 | 00:51:58 | 00:30:53 | 01:41:15 |

Classifica completa

#### Under 23 donne
| Pos. | Nome            | Paese      | Nuoto    | Bici     | Corsa    | Totale   |
| ---- | --------------- | ---------- | -------- | -------- | -------- | -------- |
|      | Audrey Merle    | Francia    | 00:10:15 | 00:35:32 | 00:17:00 | 01:04:35 |
|      | Leonie Periault | Francia    | 00:10:14 | 00:35:48 | 00:16:56 | 01:04:35 |
|      | Melanie Santos  | Portogallo | 00:10:03 | 00:35:53 | 00:17:08 | 01:04:46 |

Classifica completa

### Risultati Serie 1 - Abu Dhabi

#### Élite uomini
| Pos. | Nome           | Paese     | Nuoto    | Bici     | Corsa    | Totale   |
| ---- | -------------- | --------- | -------- | -------- | -------- | -------- |
|      | Mario Mola     | Spagna    | 00:09:03 | 00:28:21 | 00:14:03 | 00:52:32 |
|      | Vincent Luis   | Francia   | 00:09:06 | 00:28:23 | 00:14:19 | 00:52:45 |
|      | Richard Murray | Sudafrica | 00:09:12 | 00:28:14 | 00:14:26 | 00:52:50 |

Classifica completa

#### Élite donne
| Pos. | Nome           | Paese       | Nuoto    | Bici     | Corsa    | Totale   |
| ---- | -------------- | ----------- | -------- | -------- | -------- | -------- |
|      | Gwen Jorgensen | Stati Uniti | 00:10:08 | 00:31:47 | 00:15:57 | 00:58:59 |
|      | Katie Zaferes  | Stati Uniti | 00:09:42 | 00:31:31 | 00:16:53 | 00:59:15 |
|      | Flora Duffy    | Bermuda     | 00:10:02 | 00:30:55 | 00:17:23 | 00:59:23 |

Classifica completa

### Risultati Serie 2 - Auckland

#### Élite uomini
| Pos. | Nome              | Paese       | Nuoto    | Bici     | Corsa    | Totale   |
| ---- | ----------------- | ----------- | -------- | -------- | -------- | -------- |
|      | Jonathan Brownlee | Regno Unito | 00:18:22 | 01:05:14 | 00:30:29 | 01:55:26 |
|      | Javier Gómez      | Spagna      | 00:18:27 | 01:05:13 | 00:30:39 | 01:55:41 |
|      | Pierre Le Corre   | Francia     | 00:18:30 | 01:05:08 | 00:30:53 | 01:55:52 |

Classifica completa

#### Élite donne
| Pos. | Nome           | Paese         | Nuoto    | Bici     | Corsa    | Totale   |
| ---- | -------------- | ------------- | -------- | -------- | -------- | -------- |
|      | Gwen Jorgensen | Stati Uniti   | 00:20:38 | 01:12:43 | 00:34:10 | 02:09:04 |
|      | Katie Zaferes  | Stati Uniti   | 00:20:00 | 01:13:24 | 00:35:42 | 02:10:42 |
|      | Andrea Hewitt  | Nuova Zelanda | 00:20:37 | 01:12:44 | 00:36:05 | 02:10:58 |

Classifica completa

### Risultati Serie 3 - Gold Coast

#### Élite uomini
| Pos. | Nome              | Paese       | Nuoto    | Bici     | Corsa    | Totale   |
| ---- | ----------------- | ----------- | -------- | -------- | -------- | -------- |
|      | Jonathan Brownlee | Regno Unito | 00:17:11 | 00:59:06 | 00:29:49 | 01:46:53 |
|      | Mario Mola        | Spagna      | 00:18:19 | 00:58:22 | 00:29:44 | 01:47:11 |
|      | Javier Gómez      | Spagna      | 00:17:27 | 00:59:15 | 00:29:54 | 01:47:21 |

Classifica completa

#### Élite donne
| Pos. | Nome           | Paese       | Nuoto    | Bici     | Corsa    | Totale   |
| ---- | -------------- | ----------- | -------- | -------- | -------- | -------- |
|      | Gwen Jorgensen | Stati Uniti | 00:19:25 | 01:03:06 | 00:33:35 | 01:56:59 |
|      | Sarah True     | Stati Uniti | 00:19:27 | 01:03:04 | 00:34:51 | 01:58:17 |
|      | Katie Zaferes  | Stati Uniti | 00:19:25 | 01:03:02 | 00:35:08 | 01:58:35 |

Classifica completa

### Risultati Serie 4 - Città del Capo

#### Élite uomini
| Pos. | Nome              | Paese       | Nuoto    | Bici     | Corsa    | Totale   |
| ---- | ----------------- | ----------- | -------- | -------- | -------- | -------- |
|      | Alistair Brownlee | Regno Unito | 00:08:39 | 00:59:35 | 00:30:05 | 01:39:19 |
|      | Javier Gómez      | Spagna      | 00:08:32 | 00:59:44 | 00:30:09 | 01:39:24 |
|      | Vincent Luis      | Francia     | 00:08:43 | 00:59:32 | 00:30:11 | 01:39:28 |

Classifica completa

#### Élite donne
| Pos. | Nome          | Paese       | Nuoto    | Bici     | Corsa    | Totale   |
| ---- | ------------- | ----------- | -------- | -------- | -------- | -------- |
|      | Vicky Holland | Regno Unito | 00:09:34 | 01:04:49 | 00:34:20 | 01:49:51 |
|      | Katie Zaferes | Stati Uniti | 00:09:05 | 01:05:20 | 00:34:16 | 01:49:52 |
|      | Nicola Spirig | Svizzera    | 00:09:50 | 01:04:28 | 00:34:28 | 01:49:56 |

Classifica completa

### Risultati Serie 5 - Yokohama

#### Élite uomini
| Pos. | Nome              | Paese       | Nuoto    | Bici     | Corsa    | Totale   |
| ---- | ----------------- | ----------- | -------- | -------- | -------- | -------- |
|      | Javier Gómez      | Spagna      | 00:17:50 | 00:58:07 | 00:29:45 | 01:47:00 |
|      | Alistair Brownlee | Regno Unito | 00:17:53 | 00:57:58 | 00:29:43 | 01:47:02 |
|      | Mario Mola        | Spagna      | 00:18:16 | 00:57:43 | 00:30:02 | 01:47:20 |

Classifica completa

#### Élite donne
| Pos. | Nome            | Paese       | Nuoto    | Bici     | Corsa    | Totale   |
| ---- | --------------- | ----------- | -------- | -------- | -------- | -------- |
|      | Gwen Jorgensen  | Stati Uniti | 00:19:18 | 01:03:58 | 00:32:36 | 01:57:20 |
|      | Ashleigh Gentle | Australia   | 00:20:00 | 01:03:08 | 00:33:55 | 01:58:33 |
|      | Emma Moffatt    | Australia   | 00:19:10 | 01:03:57 | 00:34:21 | 01:59:03 |

Classifica completa

### Risultati Serie 6 - Londra

#### Élite uomini
| Pos. | Nome              | Paese       | Nuoto    | Bici     | Corsa    | Totale   |
| ---- | ----------------- | ----------- | -------- | -------- | -------- | -------- |
|      | Alistair Brownlee | Regno Unito | 00:08:41 | 00:26:11 | 00:14:32 | 00:50:39 |
|      | Fernando Alarza   | Spagna      | 00:08:49 | 00:26:11 | 00:14:43 | 00:50:51 |
|      | Vincent Luis      | Francia     | 00:08:47 | 00:26:14 | 00:14:50 | 00:50:57 |

Classifica completa

#### Élite donne
| Pos. | Nome           | Paese       | Nuoto    | Bici     | Corsa    | Totale   |
| ---- | -------------- | ----------- | -------- | -------- | -------- | -------- |
|      | Gwen Jorgensen | Stati Uniti | 00:00:00 | 00:28:56 | 00:16:00 | 00:55:45 |
|      | Katie Zaferes  | Stati Uniti | 00:00:00 | 00:28:56 | 00:16:32 | 00:56:06 |
|      | Sarah True     | Stati Uniti | 00:09:22 | 00:28:56 | 00:16:33 | 00:56:07 |

Classifica completa

### Risultati Serie 7 - Amburgo

#### Élite uomini
| Pos. | Nome         | Paese   | Nuoto    | Bici     | Corsa    | Totale   |
| ---- | ------------ | ------- | -------- | -------- | -------- | -------- |
|      | Vincent Luis | Francia | 00:09:11 | 00:27:39 | 00:14:17 | 00:51:54 |
|      | Javier Gómez | Spagna  | 00:09:07 | 00:27:44 | 00:14:21 | 00:51:58 |
|      | Mario Mola   | Spagna  | 00:09:32 | 00:28:04 | 00:13:55 | 00:52:20 |

Classifica completa

#### Élite donne
| Pos. | Nome           | Paese       | Nuoto    | Bici     | Corsa    | Totale   |
| ---- | -------------- | ----------- | -------- | -------- | -------- | -------- |
|      | Gwen Jorgensen | Stati Uniti | 00:09:51 | 00:30:38 | 00:15:45 | 00:57:08 |
|      | Vicky Holland  | Regno Unito | 00:09:55 | 00:30:30 | 00:15:57 | 00:57:13 |
|      | Non Stanford   | Regno Unito | 00:10:12 | 00:30:14 | 00:16:05 | 00:57:24 |

Classifica completa

### Risultati Serie 8 - Stoccolma

#### Élite uomini
| Pos. | Nome         | Paese      | Nuoto    | Bici     | Corsa    | Totale   |
| ---- | ------------ | ---------- | -------- | -------- | -------- | -------- |
|      | Javier Gómez | Spagna     | 00:19:40 | 00:59:12 | 00:29:28 | 01:49:33 |
|      | João Pereira | Portogallo | 00:19:30 | 00:00:00 | 00:00:00 | 01:50:18 |
|      | Aaron Royle  | Australia  | 00:19:27 | 00:59:27 | 00:30:20 | 01:50:26 |

Classifica completa

#### Élite donne
| Pos. | Nome          | Paese         | Nuoto    | Bici     | Corsa    | Totale   |
| ---- | ------------- | ------------- | -------- | -------- | -------- | -------- |
|      | Sarah True    | Stati Uniti   | 00:19:41 | 01:06:39 | 00:33:14 | 02:01:05 |
|      | Katie Zaferes | Stati Uniti   | 00:19:37 | 01:06:47 | 00:33:23 | 02:01:19 |
|      | Andrea Hewitt | Nuova Zelanda | 00:20:13 | 01:06:09 | 00:33:36 | 02:01:26 |

Classifica completa

### Risultati Serie 9 - Edmonton

#### Élite uomini
| Pos. | Nome           | Paese     | Nuoto    | Bici     | Corsa    | Totale   |
| ---- | -------------- | --------- | -------- | -------- | -------- | -------- |
|      | Richard Murray | Sudafrica | 00:08:52 | 00:27:48 | 00:15:11 | 00:53:19 |
|      | Javier Gómez   | Spagna    | 00:08:38 | 00:28:06 | 00:15:15 | 00:53:23 |
|      | Mario Mola     | Spagna    | 00:08:58 | 00:27:44 | 00:15:22 | 00:53:34 |

Classifica completa

#### Élite donne
| Pos. | Nome              | Paese       | Nuoto    | Bici     | Corsa    | Totale   |
| ---- | ----------------- | ----------- | -------- | -------- | -------- | -------- |
|      | Vicky Holland     | Regno Unito | 00:09:09 | 00:30:51 | 00:17:14 | 00:58:55 |
|      | Flora Duffy       | Bermuda     | 00:09:05 | 00:30:46 | 00:17:29 | 00:59:04 |
|      | Gillian Backhouse | Australia   | 00:09:14 | 00:30:40 | 00:17:29 | 00:59:10 |

Classifica completa